# ويليام راش
ويليام راش (بالإنجليزية: William Rush)‏ هو نحات أمريكي، ولد في 4 يوليو 1756 في فيلادلفيا في الولايات المتحدة، وتوفي بنفس المكان في 17 يناير 1833.

## وصلات خارجية
- ويليام راش على موقع الموسوعة البريطانية (الإنجليزية)